# Servius Tullius

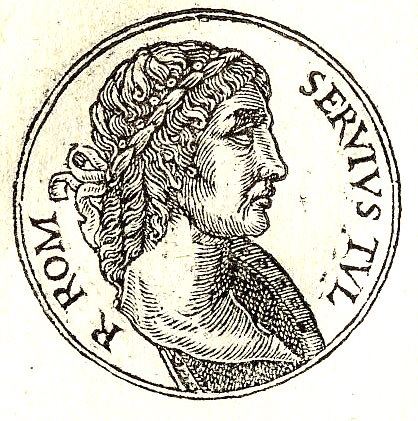
Servius Tullius egy 16. századi ábrázoláson

Servius Tullius (megh. i. e. 534 körül) a legenda szerint a hatodik római király volt. Létezését általában nem vitatják a tudósok, de alig ismerünk róla megbízható történelmi információkat, különösen mivel egyes források egymásnak is ellentmondanak. Életének datálása is kétséges. Egybehangzó beszámolók szerint azonban később minden római királyok közül őt tartották a legnépszerűbbnek.
Servius Tullius Titus Livius szerint egy Corniculum nevű szabin városból származó nemesember fia volt, akinek apja elesett a Róma elleni csatában. Őt és anyját, Ocresiát Tarquinius Priscus király foglyaként Rómába vitték, ahol státuszuknak megfelelően bántak velük. Mivel azonban a fiuk  rabszolgaságban született, Ocresia a népi etimológia szerint nevezte el:  a latin servus = szolga. A legenda szerint az ifjú Servius Tullius feje fölött láng jelent meg, amit a király felesége, az etruszk Tanaquil úgy értelmezett, hogy ez a jövendőbeli uralkodásának jele. Servius a király legidősebb lányát vette feleségül, és ekkor Tanaquil volt az, aki Tarquinius Priscus meggyilkolása után - állítólag i. e. 578-ban - csellel lehetővé tette Servius Tullius trónra jutását.
Egy másik, a Claudius császár által átadott, az etruszkok történetével foglalkozó, Lyonban egy bronztáblán található változat szerint Servius Tullius eredetileg egy Mastarna nevű etruszk volt Vulci-ból. E történet szerint a római dombot barátja, Caelius Vivenna után Caeliusnak hívták volna. Mindkét név megtalálható a Tomba François festményein a vulci nekropoliszban, ahol azt ábrázolják, ahogy Mastarna kiszabadítja az ellenség kezére került barátját, Caile Vipinas, miközben harcostársai lemészárolják az ellenségeit.

## Hagyomány
Servius Tulliusról azt tartották, hogy nagyon aggódott az állam jóléte miatt. Állítólag öt osztályra ( classisokra) osztotta a római népet 193 centuriával, amelynek centuriái alapján működött az új népgyűlés (comitia centuriata). Az addig nem szavazó szegények alkották a legalacsonyabb osztályt, a gazdag patríciusok pedig a legmagasabb osztályt. A két legfelsőbb osztály azonban 100 centuriát követelt magának egyedül, a fiatal és az öreg férfiaknak fele-fele arányban, amivel a fiatalok (17-45 évesek) kötelesek voltak a háborúban szolgálni, az öregek pedig a várost védeni. Ez a részleg szabályozta a háborús műveletekhez szükséges katonai felszereléseket. A vagyontalan szegények, a proletárok csak egyetlen centuriát alkottak hatodik osztályként, és mentesültek a katonai szolgálat alól, míg a gazdagok lovasságot és nehézfegyverzetű katonákat állítottak. A köztes osztályok a különböző könnyűfegyverzetűek voltak. Ebben az összefüggésben Servius Tulliusról mondják, hogy bevezette a Censust, amely rendszeresen feljegyezte a római polgárok vagyonát és foglalkoztatottságát. Az egyik népszámlálás során a cenzor (állítólag) még 80 000 lakost is számolt. A legrégebbi római városfal, az úgynevezett Serviánus fal is állítólag az ő uralkodása alatt épült. Livius szerint a várost Quirinal és Viminal körül bővítette, és az Esquilinen épített magának lakást. Úgy tartják, hogy ő vezette be Rómában a Diana kultuszát.
A hagyomány szerint uralkodásának 44. évében megbuktatták és menekülés közben meggyilkolták. Ezt állítólag lánya, Tullia kezdeményezte, aki mindenáron a férjét, Lucius Tarquinius Superbust akarta a trónra juttatni. Úgy tartják, hogy Servius Tullius holttestét még a lánya szekere is elgázolta, ami a későbbi római hagyományban exemplum-nak számított az apa elleni vétségért.

## Serviusi falak
A köztársaságkor falait nevezték serviusi falaknak, amit minden bizonnyal tévesen tulajdonítanak Servius Tulliusnak. Az ő korában valószínűleg valamiféle földsánc védhette Rómát.
| Előző uralkodó: Tarqinius Priscus | Római király Latin királyok | Következő uralkodó: Tarquinius Superbus |

## Fordítás
Ez a szócikk részben vagy egészben  a   Servius Tullius című német Wikipédia-szócikk ezen változatának fordításán alapul.  Az eredeti cikk szerkesztőit annak laptörténete sorolja fel. Ez a jelzés csupán a megfogalmazás eredetét és a szerzői jogokat jelzi, nem szolgál a cikkben szereplő információk forrásmegjelöléseként.